# (135) Hertha
(135) Hertha és un asteroide del cinturó d'asteroides que va ser descobert el 18 de febrer de 1874 per Christian Heinrich Friedrich Peters des de l'observatori Litchfield de Clinton,als Estats Units d'Amèrica. Un altre nom de la deessa de la mitologia nòrdica Nerthus, és el que li dona nom
Situat a una distància mitjana de 2,428 ua del Sol, pot allunyar-se'n fins a 2,932 ua. Té una inclinació orbital de 2,306° i una excentricitat de 0,2077. Completa una òrbita al voltant del Sol 1.382 dies. Dona nom a la família asteroidal de Herta.